# أحمد حسن صديق
احمد حسن صديق
(1385 هـ - 1966 م) هو بطل ألعاب قوى معوق مصري، تفوق في سباقات جري المسافات القصيرة والمتوسطة. هو صاحب الرقمين العالمي والأوليمبي في سباق جري لمسافة 400 متر. حقق صديق انتصارات عالمية في دورتين شبه أوليمبيتين متتاليتين للمعوقين، ولبطولة عالمية للمعوقين. فقد أحرز ثلاث ميداليات رياضية في دورة الألعاب شبه الأوليمبية العاشرة للمعوقين التي أقيمت عام 1996 م في مدينة أتلانتا بأمريكا، حيث أحرز الميدالية الذهبية لفوزه بالمركز الأول في سباق جري لمسافة 400 متر، مسجلا زمنا قدره 15. 56 ثانية محطما بذلك رقمه العالمي السابق مسجلا رقما أوليمبيا جديدا، وأحرز في الدورة نفسها ميداليتين برونزيتين لفوزه بالمركز الثالث في كل من سباقي العدو لمسافة 100 متر، 200 متر. وقد سبق لصديق أن أحرز ثلاث ميداليات فضية عام 1994م في بطولة العالم التي أقيمت في برلين بألمانيا لفوزه بالمركز الثاني في كل من مسابقات العدو لمسافات 100 متر و 200 متر و 400 متر. وشارك في دورة الألعاب شبه الأوليمبية التاسعة للمعوقين التي أقيمت عام 1992م في مدينة برشلونة بأسبانيا، وأحرز ميدالية برونزية لفوزه بالمركز الثالث في سبات العدو لمسافة 400 متر.
ابنته الكبير ولدت 25/5/1996 كانت وش الخير عليه هبه الله احمد حسن صديق 